# Gmina Bicaj
Gmina Bicaj (alb. Komuna Bicaj) – gmina położona w północno-zachodniej części kraju. Administracyjnie należy do okręgu Kukës w obwodzie Kukës.  W 2013 roku populacja wynosiła 5631 mieszkańców – 2802 mężczyzn oraz 2829 kobiet.
W skład gminy wchodzi dziesięć górskich miejscowości: Bicaj, Bushat, Osmanaj, Muholë, Mustafë, Nangë, Kolesjan, Domaj, Gabricë, Tershen.